# Уильямс, Фрэнсис Ксавье
Фрэнсис Ксавье Уильямс (англ. Francis Xavier Williams; 6 августа 1882, Мартинес — 16 декабря 1967, Чула-Виста) — американский энтомолог. Внёс существенный вклад в развитие метода использования хищных и паразитических насекомых для контроля вредителей сельского хозяйства. Исследовап фауну насекомых Новой Каледонии, Галапагосских, Гавайских и Филиппинских остров и США.

## Биография
Родился 6 августа 1882 года в городе Мартинес около Сан-Франциско. Его отец был родом из Уэльса, занимался вначале фермерским хозяйством, а позже стал бухгалтером и работал секретарём Совета по здравоохранению в Сан-Франциско. Около 1887 года семья переехала в Сан-Франциско. Среднее образование Френсис Уильямс в Колледже Святого Ингасиуса. С 5 лет Уильямс начал интересоваться насекомыми, и отец поддерживал интерес к сбору насекомых. Большая коллекция, собранная им в школьные и студенческие годы, были переданы в Калифорнийскую академию наук.
После окончания колледжа с присвоением степень бакалавра искусств в 1903 году он поступил в Стэнфордский университет. В университете Уильямс познакомился с Дэвидом Фулэвеем и Сирилом Пэмбертоном . С ними он позднее изучал фауну Гавайских островов. На становление Френсиса Уильямса как учёного значительное влияние оказали энтомологи Вернон Келлогг, Эдвин Ван Дайк , а также ботаник Лерой Абрамс. В 1905—1906 годах был включён в качестве энтомолога в состав экспедиции на Галапагосские острова. На Галапагосах он собрал обширную коллекцию жесткокрылых, которая включала около 120 видов.
После окончания университета в 1908 году некоторые время Уильямс работал фитопатологом, позже поступил в Канзасский университет, где защитил магистерскую диссертацию по песточным осам Канзаса. В 1913 году стал ассистентом профессора Уиллера в Гарвардском университете. Под его руководством Уильямс получает докторскую степень за работу по эмбриологии жуков светляков Photuris pennsylvanica и Photinus consanguineus. В 1915 году Уильямс работал в лаборатории по контролю за непарным шелкопрядом Министерситва сельского хозяйства США. В этом же году Фредерик Мюир, который занимался борьбой с вредителями сахарного тростника на Гавайских островах, попросил Уиллера порекомендовать ему кандидатуру на должность энтомолога. Тот предложил Уильямса.
В мае 1916 года Уильямс прибыл на Гавайи, а через 10 дней был направлен на Филиппины для поиска паразитических насекомых, с помощью которых можно было бы подавлять численность вредителей. В 1917 году он вернулся на Гавайи, а вначале 1918 уехал в Австралию, где должен был найти врагов цикадок и тлей, вредящих сахарному тростнику. В 1920 году после недолгого пребывания в Гонолулу вновь уехал на Филиппины. В 1922 году посетил Национальный музей США для работы с коллекциями, а оттуда направился в экспедицию в Южную Америку: Эквадор, Бразилию, Гайану, Тринидад, Барбадос. В 1928 году Уильямс изучал хищных и паразитических насекомых в штате Миссури. В 1934 году он изучает биологию пластинчатоусых жуков (Anomala) и щелкунов и их паразитов в Гватемале. В 1939 году Уильямс женился на Луизе Льюис Кларк. Уже в июле 1940 года они с женой отправились в Новую Каледонию для изучения насекомых из сахарного тростника. В октябре 1947 по направлению Национальной академии наук США и ВМС США Вильямс изучал паразитов и хищников улиток ахатин в Восточной Африке. Этот садовый вредитель был завезён японцами в Микронезию в конце мировой войны и вскоре попал на Гавайи.
В 1948 году Уильямс вышел на пенсию и переехал в город Данвилл. В 1963 году он ослеп на один глаз. Скончался от инсульта 16 декабря 1967 года на 87 году жизни.

## Научные достижения
На Галапагосских островах Уильямс собрал около более 4000 насекомых. Из этих сборов только в отряде жёсткокрылых описано 71 новый вид и подвид. На Филиппинах его коллекция состояла 180 видов паразитических ос семейств Pompilidae, Tiphiidae и Scoliidae. Им также были подробно описаны особенности биологии 52 видов этой группы. Он также изучал опылителей инжира. Представители родов Tiphia, Dolichurus и Notogonidia были интродуцированы на Гавайские острова. Наиболее эффективным врагом африканской медведки интродуцированной с Филиппин оказалась песочная оса Larra polita luzonensis. Из Австралии на Гавайские острова Уильямсом были завезены божья коровка Coccinella arcuata и Micromus navigatorum из отряда сетчатокрых. В ходе этой поездки в Южную Америку изучал паразитов сверчков и тараканов. Были получены первые сведения о фауне ос Новой Каледонии. Оса Ampulex compressa с этого острова была завезена на Гавайи. Одно из самых известных исследований Уильямса посвящено изучению биологии стрекоз рода Megalagrion — эндемиков Гавайских островов, многие из которых находятся на грани вымирания. Он описал личинок Megalagrion ohauense — единственного в мире вида стрекозы, обитающей в наземной среде. Общий объём сборов, переданных Уильямсом в Калифорнийскую академию наук, составляет 25 805 образцов. Он описал 146 новых для науки видов насекомых и является автором 286 научных работ.